# Ronde van Frankrijk 2008/Vijftiende etappe
De vijftiende etappe van de Ronde van Frankrijk 2008 werd verreden op zondag 20 juli 2008 over een afstand van 183 kilometer tussen Embrun en Prato Nevoso. Na een paar etappes voor de avonturiers en sprinters, moesten de klimmers zich weer laten gelden in de derde officiële bergetappe. Er werden drie cols beklommen, waarvan één buiten categorie: de Col Agnel. Na een lange afdaling volgde de Colle del Morte, derde categorie. De finish lag boven op de top van de Prato Nevoso, een zware col van eerste categorie.
Digne-les-Bains, aankomstplaats van de vorige etappe, was ook als startplaats voorzien voor de rit van vandaag. Het gevaar voor vallende stenen op de Col de Larche was echter zo groot dat de organisatie Embrun verkoos.

## Verloop
Zonder viervoudig ritwinnaar Mark Cavendish begonnen de overgebleven 156 renners om één uur in de stromende regen aan de vijftiende etappe. In het begin van de etappe probeerden verschillende renners weg te geraken uit het peloton. Na enkele schermutselingen lukte het Egoi Martínez, José Luis Arrieta en Danny Pate om de goede ontsnappingen op touw te zetten. Eén renner vond nog aansluiting met het trio op kop: Simon Gerrans. Zijn ploegmaat Mark Renshaw hield het vroeg in de etappe voor bekeken en gaf op.

#### Agnelpas
Het peloton onderhield een gezapig tempo, zodat de voorsprong al snel meer dan 14 minuten bedroeg. Op vijf kilometer van de top van de Agnel moest Stijn Devolder, de Belgische hoop op een toptienplaats, lossen uit het peloton. Even later stapte hij gedesillusioneerd uit de koers. De leiders hadden boven op de Agnel, op 125 kilometer van de finish, nog een kleine 12 minuten voorsprong op het peloton.
In de afdaling werd een val gemeld van Óscar Pereiro: hij zou net vóór een haarspeldbocht over een omheining langs de kant van de weg heen gegaan zijn en neergekomen zijn op het lagergelegen stuk van de weg ná die bocht. Hij liep hierbij zware verwondingen op aan dijbeen en schouder en moest dus de strijd staken. Het peloton besloot dan maar geen risico's te nemen en de afdaling bijna in wandeltempo af te haspelen. Dit kwam de vier koplopers ten goede: de voorsprong steeg opnieuw, nu zelfs tot ruim zeventien minuten. Toen al was het duidelijk dat het heel moeilijk zou worden om de vluchters terug te halen.

#### Vallei
Lampre en Team CSC Saxo Bank dreven het tempo in het peloton toch wat op in de vallei na de afdaling. Lampre omdat hun kopman Damiano Cunego ongetwijfeld gemotiveerd was voor de rit naar zijn moederland, Team CSC Saxo Bank om geletruidrager Cadel Evans proberen af te zonderen. De voorsprong van de kopgroep slonk, maar niet echt spectaculair: op 50 kilometer van de streep was het verschil nog meer dan veertien minuten. Bovendien werd de orde verstoord door een valpartij met onder andere Christian Vande Velde en wittetruidrager Vincenzo Nibali als bekendste slachtoffers, maar ze konden hun plaats in het peloton snel weer innemen.
Ondanks grote inspanningen van Team CSC Saxo Bank liep het peloton nauwelijks in op de vier vluchters. Op twintig kilometer van de aankomst, dus op acht kilometer van de voet van de slotklim, bedroeg de voorsprong nog altijd dertien minuten. Het was overduidelijk dat de vier renners vooraan zouden strijden om de etappewinst.

#### Slotklim naar Prato Nevoso
Meteen bij het begin van de beklimming plaatste Martínez een demarrage. Pate kon met veel moeite bij hem aansluiten. Even later kwam ook Gerrans weer terug. Voor Arrieta ging het te snel: hij moest lossen. Gedurende bijna de hele klim onderhield Martínez het tempo in de hoop dat de anderen zouden lossen, maar dat gebeurde niet.
Ook de favorieten waren intussen begonnen met klimmen. Team CSC Saxo Bank offerde heel de ploeg op om met een moordend tempo de col op te stormen. Toen de helpers waren opgebruikt, bleef er een select groepje van tien favorieten over: Cadel Evans, Carlos Sastre, Fränk en Andy Schleck, Alejandro Valverde, Samuel Sánchez, Roman Kreuziger, Bernhard Kohl, Denis Mensjov en Christian Vande Velde.
Een versnelling van Mensjov was de inleiding van een mooie finale. De Rus leek een mooie kloof te slaan op zijn concurrenten, maar door het natte en dus gladde wegdek ging hij tegen de vlakte in een bocht. Hij stapte meteen weer op zijn fiets, maar tot overmaat van ramp was ook zijn ketting van het tandwiel gevlogen. Zijn concurrenten wachtten wel netjes op hem, waardoor hij terug kon aansluiten. Samen met Kohl kon hij zelfs de aanval van Sastre op twee kilometer van de streep beantwoorden. Geletruidrager Evans kende geen superdag en moest ze laten gaan. Valverde wist de kloof later nog wel te overbruggen. De gele trui van Evans was in gevaar, want van de vier klassementsrenners voor hem was Kohl de best geplaatste op 46 seconden.
Ondanks het strakke tempo van de klassementsrenners was de dagzege niet meer haalbaar door de grote voorsprong van de vier ontsnappers. Simon Gerrans was duidelijk de sterkste in de sprint: hij reed de anderen uit het wiel en kwam als eerste over de streep. Egoi Martínez werd tweede, Danny Pate maakte het podium compleet. José Luis Arrieta verloor uiteindelijk een kleine minuut.
Van de ontsnapte favorieten waren Kohl en Sastre de sterksten, Valverde en Mensjov volgden op kleine afstand. In de laatste 500 meter slaagde Fränk Schleck er in om weg te sprinten uit de groep-Evans en de klassementsleider op kleine achterstand te zetten. Doordat hij ook de schade op Kohl beperkte, werd hij de nieuwe leider in het algemeen klassement. Evans verloor zijn gele trui, terwijl Sastre en Mensjov tijd goedmaakten en dichterbij kwamen in de strijd om het geel.

### Tussensprints
| Tussensprint Guillestre na 14.5 km |                   |        |
| Plaats                             | Naam              | Punten |
| Winnaar                            | Egoi Martínez     | 6      |
| 2                                  | José Luis Arrieta | 4      |
| 3                                  | Danny Pate        | 2      |

| Tussensprint Rosanna na 114,5 km |                   |        |
| Plaats                           | Naam              | Punten |
| Winnaar                          | Simon Gerrans     | 6      |
| 2                                | Danny Pate        | 4      |
| 3                                | José Luis Arrieta | 2      |

### Bergsprints
| Beklimming Col Agnel na 58 km | Beklimming Col Agnel na 58 km | Beklimming Col Agnel na 58 km | HC cat. 20.5 km à 6,6 % | HC cat. 20.5 km à 6,6 % |
| Plaats                        | Naam                          | Naam                          | Punten                  |                         |
| Winnaar                       | Egoi Martínez                 | Egoi Martínez                 | 20                      |                         |
| 2                             | José Luis Arrieta             | José Luis Arrieta             | 18                      |                         |
| 3                             | Simon Gerrans                 | Simon Gerrans                 | 16                      |                         |
| 4                             | Danny Pate                    | Danny Pate                    | 14                      |                         |
| 5                             | Thomas Voeckler               | Thomas Voeckler               | 12                      |                         |
| 6                             | Bernhard Kohl                 | Bernhard Kohl                 | 10                      |                         |
| 7                             | Rémy Di Grégorio              | Rémy Di Grégorio              | 8                       |                         |
| 8                             | Jaroslav Popovytsj            | Jaroslav Popovytsj            | 7                       |                         |
| 9                             | John-Lee Augustyn             | John-Lee Augustyn             | 6                       |                         |
| 10                            | Fränk Schleck                 | Fränk Schleck                 | 5                       |                         |

| Beklimming Colle del Morte na 157 km | Beklimming Colle del Morte na 157 km | Beklimming Colle del Morte na 157 km | 3e cat. 1.7 km à 7.2 % | 3e cat. 1.7 km à 7.2 % |
| Plaats                               | Naam                                 | Naam                                 | Punten                 |                        |
| Winnaar                              | José Luis Arrieta                    | José Luis Arrieta                    | 4                      |                        |
| 2                                    | Egoi Martínez                        | Egoi Martínez                        | 3                      |                        |
| 3                                    | Simon Gerrans                        | Simon Gerrans                        | 2                      |                        |
| 4                                    | Danny Pate                           | Danny Pate                           | 1                      |                        |

| Beklimming Prato Nevoso na 183 km | Beklimming Prato Nevoso na 183 km | Beklimming Prato Nevoso na 183 km | 1e cat. 11,4 km à 6,9 % | 1e cat. 11,4 km à 6,9 % |
| Plaats                            | Naam                              | Naam                              | Punten                  |                         |
| Winnaar                           | Simon Gerrans                     | Simon Gerrans                     | 30                      |                         |
| 2                                 | Egoi Martínez                     | Egoi Martínez                     | 26                      |                         |
| 3                                 | Danny Pate                        | Danny Pate                        | 22                      |                         |
| 4                                 | José Luis Arrieta                 | José Luis Arrieta                 | 18                      |                         |
| 5                                 | Bernhard Kohl                     | Bernhard Kohl                     | 16                      |                         |
| 6                                 | Carlos Sastre                     | Carlos Sastre                     | 14                      |                         |
| 7                                 | Alejandro Valverde                | Alejandro Valverde                | 12                      |                         |
| 8                                 | Denis Mensjov                     | Denis Mensjov                     | 10                      |                         |

## Uitslag
| rang | renner                | land             | ploeg                  | tijd       |
| ---- | --------------------- | ---------------- | ---------------------- | ---------- |
| 1    | Simon Gerrans         | Australië        | Crédit Agricole        | 4u 50' 44" |
| 2    | Egoi Martínez         | Spanje           | Euskaltel-Euskadi      | op 3"      |
| 3    | Danny Pate            | Verenigde Staten | Team Garmin - Chipotle | op 10"     |
| 4    | José Luis Arrieta     | Spanje           | AG2R-La Mondiale       | op 55"     |
| 5    | Bernhard Kohl         | Oostenrijk       | Team Gerolsteiner      | op 4' 03"  |
| 6    | Carlos Sastre         | Spanje           | Team CSC Saxo Bank     | z.t.       |
| 7    | Alejandro Valverde    | Spanje           | Caisse d'Epargne       | op 4' 12"  |
| 8    | Denis Mensjov         | Rusland          | Rabobank               | op 4' 23"  |
| 9    | Fränk Schleck         | Luxemburg        | Team CSC Saxo Bank     | op 4' 41"  |
| 10   | Christian Vande Velde | Verenigde Staten | Team Garmin - Chipotle | op 4' 43"  |

## Strijdlustigste renner
| renner        | land   | ploeg             |
| ------------- | ------ | ----------------- |
| Egoi Martínez | Spanje | Euskaltel-Euskadi |

## Algemeen klassement
| rang | renner                | land             | ploeg                  | tijd        |
| ---- | --------------------- | ---------------- | ---------------------- | ----------- |
|      | Fränk Schleck         | Luxemburg        | Team CSC Saxo Bank     | 63u 57' 21" |
| 2    | Bernhard Kohl         | Oostenrijk       | Team Gerolsteiner      | op 7"       |
| 3    | Cadel Evans           | Australië        | Silence-Lotto          | op 8"       |
| 4    | Denis Mensjov         | Rusland          | Rabobank               | op 38"      |
| 5    | Christian Vande Velde | Verenigde Staten | Team Garmin - Chipotle | op 39"      |
| 6    | Carlos Sastre         | Spanje           | Team CSC Saxo Bank     | op 49"      |
| 7    | Kim Kirchen           | Luxemburg        | Team Columbia          | op 2' 48"   |
| 8    | Vladimir Jefimkin     | Rusland          | AG2R-La Mondiale       | op 3' 36"   |
| 9    | Alejandro Valverde    | Spanje           | Caisse d'Epargne       | op 4' 11"   |
| 10   | Samuel Sánchez        | Spanje           | Euskaltel-Euskadi      | op 4' 12"   |

## Nevenklassementen

### Puntenklassement
| rang | renner       | land      | ploeg           | punten |
| ---- | ------------ | --------- | --------------- | ------ |
|      | Óscar Freire | Spanje    | Rabobank        | 219    |
| 2    | Thor Hushovd | Noorwegen | Crédit Agricole | 172    |
| 3    | Erik Zabel   | Duitsland | Team Milram     | 167    |

### Bergklassement
| rang | renner         | land       | ploeg             | punten |
| ---- | -------------- | ---------- | ----------------- | ------ |
|      | Bernhard Kohl  | Oostenrijk | Team Gerolsteiner | 85     |
| 2    | Sebastian Lang | Duitsland  | Team Gerolsteiner | 60     |
| 3    | Egoi Martínez  | Spanje     | Euskaltel-Euskadi | 50     |

### Jongerenklassement
| rang | renner          | land     | ploeg    | tijd        |
| ---- | --------------- | -------- | -------- | ----------- |
|      | Vincenzo Nibali | Italië   | Liquigas | 64u 04' 36" |
| 2    | Roman Kreuziger | Tsjechië | Liquigas | op 1' 53"   |
| 3    | Maxime Monfort  | België   | Cofidis  | op 3' 12"   |

### Ploegenklassement
| rang | ploeg                | land       | tijd         |
| ---- | -------------------- | ---------- | ------------ |
|      | Team CSC - Saxo Bank | Denemarken | 191u 43' 49" |
| 2    | AG2R-La Mondiale     | Frankrijk  | op 3' 32"    |
| 3    | Rabobank             | Nederland  | op 28' 32"   |

## Voetnoten
1. ↑  (nl)  "Wijziging in het parcours van de Tour de France 2008: twee etappes starten in Embrun", Paris.thover.com, 10 april 2008.

1e etappe ·
2e etappe ·
3e etappe ·
4e etappe ·
5e etappe ·
6e etappe ·
7e etappe ·
8e etappe ·
9e etappe ·
10e etappe ·
11e etappe ·
12e etappe ·
13e etappe ·
14e etappe ·
15e etappe ·
16e etappe ·
17e etappe ·
18e etappe ·
19e etappe ·
20e etappe ·
21e etappe
Startlijst · Eindstanden · Afbeeldingen